# マーティンボロ
マーティンボロ(Martinborough)は、日本の競走馬。主な勝ち鞍は2014年の中日新聞杯、新潟記念。馬名の由来はニュージーランドの町名。

## 経歴
日本産の競走馬としては非常に遅い8月生まれだが、これはディープインパクト産駒を南半球へ輸出するため実験的にわざと遅く誕生させたものである。だが検疫などの問題が発生し輸出を断念、日本で走らせることになった。遅生まれのため同期の他馬に比べ成長が遅く、入厩当初はひ弱な馬であったという。

### 2012年 - 2013年（3歳 - 4歳）
3月の新馬戦でデビューし5着。8月の未勝利戦で6戦目にして初勝利を挙げた。その後は自己条件で堅実に走り、2013年終了時点で15戦4勝という成績を残している。4勝中3勝は小倉競馬場で挙げたものだが、調教師の友道康夫によると「非力なため平坦で芝が軽い小倉でしか成績を残せなかった」ためだという。

### 2014年（5歳）
2月の飛鳥ステークス（1600万条件）に勝利しオープンクラスに昇格。デビュー18戦目にして初の重賞出走となった中日新聞杯では10番人気の低評価だったが、直線で鋭く伸びて優勝、重賞初勝利を挙げた。グレード制導入の1984年以降、内国産重賞勝ち馬で最も生まれが遅かったのは、6月24日生まれのマルタカストーム（1985年スプリンターズステークス）とハッピィーギネス（1992年根岸ステークス）だったが、従来の記録を大幅に塗り替えた。
続いてエプソムカップに出走する予定だったが、左飛節に腫れが出たため回避し放牧に出された。8月の小倉記念で復帰、勝ったサトノノブレスと同じ最速の上がりを出したものの、1馬身3/4届かず2着。続く新潟記念では1番人気に答えて優勝、重賞2勝目を挙げ、サマー2000シリーズのチャンピオンとなった。なお、最後の直線で斜行し他馬の進路を妨害したとして、騎乗したナッシュ・ローウィラーには23日間（実効8日間・同年の新潟競馬全日程終了まで）の騎乗停止処分が下っている。GI初出走となった天皇賞（秋）では中団から伸びず13着に敗れた。

### 2015年（6歳）
脚部不安で春シーズンを全休。10月の毎日王冠で復帰したが13着に終わった。

### 2016年（7歳）
2016年シーズンは惨敗続きとなり、福島記念7着（この時、決勝戦手前で外側に斜行し、4頭の進路を妨害した。騎乗していた中谷雄太騎手は開催2日間の騎乗停止処分を受けた。）を最後に現役引退した。

### 2017年（8歳）
1月4日付で競走馬登録を抹消された、マーティンボロはフランスノルマンディーのトルーンにある、Haras de Grandcamp(グランシャン牧場)で種牡馬としてスタッドインのうえ繋養生活を送ることになり、栃木県の鍋掛牧場で出国検疫検査を受けた後、1月11日に成田空港発の飛行機で渡仏した。

## 競走成績
以下の内容は、JBISサーチおよびnetkeiba.comに基づく。
| 競走日     | 競馬場 | 競走名        | 格       | 距離（馬場）  | 頭 数 | 枠 番 | 馬 番 | オッズ （人気） | 着順 | タイム （上がり3F） | 着差 | 騎手            | 斤量 [kg] | 1着馬（2着馬）         | 馬体重 [kg] |
| ---------- | ------ | ------------- | -------- | ------------- | ----- | ----- | ----- | --------------- | ---- | ------------------- | ---- | --------------- | --------- | ---------------------- | ----------- |
| 2012.03.04 | 阪神   | 3歳新馬       |          | 芝1600m（良） | 16    | 5     | 9     | 007.80（3人）   | 05着 | R1:39.4（34.9）     | -0.9 | 0四位洋文       | 56        | エロイカ               | 446         |
| 0000.03.24 | 阪神   | 3歳未勝利     |          | 芝1600m（重） | 18    | 2     | 3     | 003.70（1人）   | 02着 | R1:39.6（36.8）     | -0.5 | 0四位洋文       | 56        | エアジェルブロワ       | 438         |
| 0000.04.21 | 京都   | 3歳未勝利     |          | 芝1800m（良） | 18    | 7     | 15    | 002.70（1人）   | 03着 | R1:48.7（35.1）     | -0.2 | 0四位洋文       | 56        | ブラボープリンス       | 434         |
| 0000.05.06 | 京都   | 3歳未勝利     |          | 芝1600m（良） | 18    | 4     | 7     | 002.50（1人）   | 08着 | R1:35.4（35.8）     | -0.6 | 0武幸四郎       | 56        | マイネルオラシオン     | 434         |
| 0000.07.14 | 中京   | 3歳未勝利     |          | 芝2000m（良） | 17    | 7     | 13    | 004.80（2人）   | 17着 | R2:09.3（41.8）     | -6.8 | 0藤岡康太       | 56        | コスモオアシス         | 432         |
| 0000.08.04 | 小倉   | 3歳未勝利     |          | 芝2000m（良） | 18    | 2     | 3     | 009.10（4人）   | 01着 | R1:59.1（35.8）     | -0.6 | 0川須栄彦       | 56        | （ダイシンハンター）   | 430         |
| 0000.09.09 | 阪神   | 3歳上500万下  |          | 芝2000m（良） | 10    | 3     | 3     | 002.50（1人）   | 03着 | R1:59.4（36.0）     | -0.1 | 0川須栄彦       | 54        | エーシングングン       | 426         |
| 0000.09.23 | 阪神   | 3歳上500万下  |          | 芝1800m（良） | 18    | 3     | 6     | 003.30（1人）   | 14着 | R1:47.1（35.3）     | -0.8 | 0川須栄彦       | 54        | メロート               | 434         |
| 2013.02.10 | 小倉   | 小倉城特別    | 500万下  | 芝1800m（良） | 14    | 4     | 5     | 004.30（2人）   | 04着 | R1:47.2（34.8）     | -0.3 | 0川須栄彦       | 56        | ソールデスタン         | 434         |
| 0000.03.03 | 小倉   | 4歳上500万下  |          | 芝2000m（良） | 18    | 2     | 4     | 003.00（1人）   | 01着 | R2:00.5（34.7）     | -0.0 | 0川須栄彦       | 57        | （スプリングアルタ）   | 434         |
| 0000.04.20 | 京都   | 鴨川特別      | 1000万下 | 芝2000m（良） | 12    | 4     | 4     | 003.30（1人）   | 07着 | R2:00.4（34.7）     | -0.4 | 0岩田康誠       | 57        | タガノイノセンス       | 434         |
| 0000.07.27 | 小倉   | 3歳上500万下  |          | 芝2000m（良） | 15    | 4     | 6     | 003.20（2人）   | 01着 | R1:58.8（34.0）     | -0.0 | 0川田将雅       | 57        | （クリサンセマム）     | 442         |
| 0000.08.31 | 小倉   | 玄海特別      | 1000万下 | 芝2000m（重） | 15    | 3     | 4     | 003.30（1人）   | 07着 | R1:59.5（35.0）     | -0.3 | 0川田将雅       | 55        | スノードン             | 442         |
| 0000.10.20 | 京都   | 北野特別      | 1000万下 | 芝2000m（不） | 11    | 8     | 10    | 006.80（3人）   | 03着 | R2:01.2（36.0）     | -0.1 | 0川田将雅       | 57        | コアレスドラード       | 448         |
| 0000.11.10 | 京都   | 3歳上1000万下 |          | 芝2000m（稍） | 11    | 6     | 6     | 003.30（2人）   | 01着 | R2:00.5（34.3）     | -0.1 | 0川田将雅       | 57        | （リメインサイレント） | 446         |
| 2014.01.13 | 京都   | 寿S           | 1600万下 | 芝2000m（良） | 16    | 2     | 3     | 009.80（4人）   | 03着 | R2:00.4（33.8）     | -0.2 | 0川田将雅       | 57        | アクションスター       | 452         |
| 0000.02.16 | 京都   | 飛鳥S         | 1600万下 | 芝1800m（稍） | 11    | 6     | 7     | 004.30（3人）   | 01着 | R1:49.0（35.2）     | -0.0 | 0川田将雅       | 57        | （ミルドリーム）       | 448         |
| 0000.03.15 | 中京   | 中日新聞杯    | GIII     | 芝2000m（良） | 18    | 8     | 17    | 030.7（10人）   | 01着 | R2:01.7（34.1）     | -0.0 | D.バルジュー    | 54        | （ラキシス）           | 446         |
| 0000.08.10 | 小倉   | 小倉記念      | GIII     | 芝2000m（稍） | 14    | 8     | 13    | 009.90（6人）   | 02着 | R2:00.1（35.3）     | -0.3 | 0藤岡佑介       | 56        | サトノノブレス         | 446         |
| 0000.09.07 | 新潟   | 新潟記念      | GIII     | 芝2000m（良） | 18    | 7     | 13    | 004.60（1人）   | 01着 | R1:58.4（34.2）     | -0.0 | 0N.ローウィラー | 56        | （クランモンタナ）     | 446         |
| 0000.11.02 | 東京   | 天皇賞（秋）  | GI       | 芝2000m（良） | 18    | 7     | 14    | 019.10（7人）   | 13着 | R2:00.3（34.8）     | -0.6 | 0川田将雅       | 58        | スピルバーグ           | 444         |
| 2015.10.11 | 東京   | 毎日王冠      | GII      | 芝1800m（良） | 13    | 2     | 2     | 103.9（13人）   | 13着 | R1:46.7（34.2）     | -1.1 | 0川田将雅       | 56        | エイシンヒカリ         | 440         |
| 2016.01.05 | 京都   | 京都金杯      | GIII     | 芝1600m（良） | 17    | 7     | 13    | 032.3（11人）   | 09着 | R1:33.7（34.0）     | -0.7 | 0S.フォーリー   | 57        | ウインプリメーラ       | 456         |
| 0000.02.07 | 東京   | 東京新聞杯    | GIII     | 芝1600m（良） | 14    | 5     | 8     | 081.5（12人）   | 07着 | R1:34.6（33.1）     | -0.5 | 0S.フォーリー   | 58        | スマートレイアー       | 448         |
| 0000.04.24 | 京都   | マイラーズC   | GII      | 芝1600m（良） | 15    | 6     | 10    | 062.8（13人）   | 11着 | R1:33.5（34.6）     | -0.9 | 0藤岡佑介       | 56        | クルーガー             | 448         |
| 0000.07.10 | 福島   | 七夕賞        | GIII     | 芝2000m（良） | 16    | 3     | 5     | 023.7（10人）   | 06着 | R1:59.2（37.1）     | -1.3 | 0鮫島克駿       | 57        | アルバートドック       | 450         |
| 0000.08.07 | 小倉   | 小倉記念      | GIII     | 芝2000m（良） | 12    | 5     | 6     | 010.90（5人）   | 05着 | R2:00.2（35.9）     | -0.2 | 0藤岡佑介       | 57        | クランモンタナ         | 452         |
| 0000.11.13 | 福島   | 福島記念      | GIII     | 芝2000m（良） | 16    | 3     | 6     | 032.40（9人）   | 07着 | R2:01.5（35.9）     | -0.7 | 0中谷雄太       | 57        | マルターズアポジー     | 444         |

## 種牡馬時代
2017年よりフランスノルマンディートルーンのグランシャン牧場で種牡馬として繋養生活をスタートさせた。
2018年には待望の初年度産駒が誕生した。
2023年よりフランスのラベ牧場に移動した。
2025年よりアイルランドのキャピタルスタッドで種牡馬生活を送る。

### 主な産駒
太字はG1競走を示す
- 2020年産
  - イルーシヴプリンセス / Elusive Princess（2023年サラトガオークス）[15]
  - マージボロ / Majborough（2024年トライアンフハードル、2025年アイリッシュアークルノービスチェイス、バーバーズタウンキャッスルノービスチェイス）[16]

## 血統表
| マーティンボロの血統（サンデーサイレンス系 / Halo3×4=18.75% Northern Dancer5×3=15.63% Almahmoud5×5=6.25） | マーティンボロの血統（サンデーサイレンス系 / Halo3×4=18.75% Northern Dancer5×3=15.63% Almahmoud5×5=6.25） | マーティンボロの血統（サンデーサイレンス系 / Halo3×4=18.75% Northern Dancer5×3=15.63% Almahmoud5×5=6.25） | （血統表の出典）  | （血統表の出典） |
| 父 ディープインパクト 2002 鹿毛 北海道早来町                                                              | 父の父*サンデーサイレンス Sunday Silence 1986 青鹿毛 アメリカ                                             | Halo | Hail to Reason    | Hail to Reason   |
| 父 ディープインパクト 2002 鹿毛 北海道早来町                                                              | 父の父*サンデーサイレンス Sunday Silence 1986 青鹿毛 アメリカ                                             | Halo | Cosmah            |                  |
| 父 ディープインパクト 2002 鹿毛 北海道早来町                                                              | 父の父*サンデーサイレンス Sunday Silence 1986 青鹿毛 アメリカ                                             | Wishing Well                                                                                              | Understanding     | Understanding    |
| 父 ディープインパクト 2002 鹿毛 北海道早来町                                                              | 父の父*サンデーサイレンス Sunday Silence 1986 青鹿毛 アメリカ                                             | Wishing Well                                                                                              | Mountain Flower   |                  |
| 父 ディープインパクト 2002 鹿毛 北海道早来町                                                              | 父の母*ウインドインハーヘア Wind in Her Hair 1991 鹿毛 アイルランド                                       | Alzao | Lyphard           | Lyphard          |
| 父 ディープインパクト 2002 鹿毛 北海道早来町                                                              | 父の母*ウインドインハーヘア Wind in Her Hair 1991 鹿毛 アイルランド                                       | Alzao | Lady Rebecca      |                  |
| 父 ディープインパクト 2002 鹿毛 北海道早来町                                                              | 父の母*ウインドインハーヘア Wind in Her Hair 1991 鹿毛 アイルランド                                       | Burghclere                                                                                                | Burghclere        | Burghclere       |
| 父 ディープインパクト 2002 鹿毛 北海道早来町                                                              | 父の母*ウインドインハーヘア Wind in Her Hair 1991 鹿毛 アイルランド                                       | Burghclere                                                                                                | Highclere         |                  |
| 母 * ハルーワソング Halwa Song 1996 栗毛 アメリカ                                                         | 母の父Nureyev 1977 鹿毛 アメリカ                                                                          | Northern Dancer                                                                                           | Nearctic          | Nearctic         |
| 母 * ハルーワソング Halwa Song 1996 栗毛 アメリカ                                                         | 母の父Nureyev 1977 鹿毛 アメリカ                                                                          | Northern Dancer                                                                                           | Natalma           |                  |
| 母 * ハルーワソング Halwa Song 1996 栗毛 アメリカ                                                         | 母の父Nureyev 1977 鹿毛 アメリカ                                                                          | Special                                                                                                   | Forli             | Forli            |
| 母 * ハルーワソング Halwa Song 1996 栗毛 アメリカ                                                         | 母の父Nureyev 1977 鹿毛 アメリカ                                                                          | Special                                                                                                   | Thong             |                  |
| 母 * ハルーワソング Halwa Song 1996 栗毛 アメリカ                                                         | 母の母Morn of Song 1988 鹿毛 アメリカ                                                                     | Blushing Groom                                                                                            | Red God           | Red God          |
| 母 * ハルーワソング Halwa Song 1996 栗毛 アメリカ                                                         | 母の母Morn of Song 1988 鹿毛 アメリカ                                                                     | Blushing Groom                                                                                            | Runaway Bride     |                  |
| 母 * ハルーワソング Halwa Song 1996 栗毛 アメリカ                                                         | 母の母Morn of Song 1988 鹿毛 アメリカ                                                                     | Glorious Song                                                                                             | Halo              | Halo             |
| 母 * ハルーワソング Halwa Song 1996 栗毛 アメリカ                                                         | 母の母Morn of Song 1988 鹿毛 アメリカ                                                                     | Glorious Song                                                                                             | Ballade F-No.12-c |                  |

- 半姉ハルーワスウィートの産駒にはヴィルシーナ（ヴィクトリアマイル優勝）、シュヴァルグラン（ジャパンカップ優勝）、ヴィブロス（秋華賞、ドバイターフ優勝）[17]がいる。
- 半妹シャンドランジュの産駒にはみやこステークス・ダイオライト記念優勝馬セラフィックコール、阪神大賞典優勝馬サンライズアースがいる。
- 全兄にラジオNIKKEI賞優勝馬フレールジャックがいる。
- 母ハルーワソングの従兄弟にNHKマイルカップ優勝馬ダノンシャンティがいる。
- 3代母グローリアスソングの産駒にはシングスピール、ラーイ、グランドオペラなどがいる。
- 4代母バラードの産駒にはグローリアスソングのほかにデヴィルズバッグやセイントバラードなどがいる。